# Род (божество)
Вижте пояснителната страница за други значения на Род.
Род (още Див, Дий; във Веда Словена – Дий, Диа) е източнославянско божество.

## Особености
Род е съпруг на богинята на съзиданието и плодородието Жива и баща на богините на живота Рожденици. Почти във всички източници той се споменава в тяхното обкръжение.

## История
В славянското езичество Див (Род) е едно от най-старите божества, унаследено от древната индоевропейска религия. Богът прародител и съзидател Dyaus (Дейвос, Дйевос, Дивс) е почитан още от пра-индоевропейците и неговият образ се е запазил у всички индоевропейски народи: у славяните Див, у гърците Дйевс (по-късно Зевс), у италийците Диус Питер (по-късно Юпитер), у иранците и индийците Дева, у балтите Дивас, Дивос и т.н.
За бог Род се говори в средновековни източници като „О вдъхновении святого духа“, „Слово об Идолах“, „Слово Исайи пророка“, „Chronicon Slavorum“ и др. В документа „Въпросы Кирика“ се споменава: „Аже се Роду и Рожанице крають хлебы и сиры и мед...“. В „Слово св. Григория“ е написано: „Извыкоша елени класти требы Атремиду и Артемиде, рекше Роду и Роженице, тации же егуптяне. Також и до словен доиде се слов, и ти начаша требы класть Роду и Рожаницам...“